# Leon Wilkeson
Leon Russell Wilkeson (2 de abril de 1952 en Newport, Rhode Island-27 de julio de 2001 en Ponte Vedra Beach, Florida) fue un músico estadounidense, popular por haber sido el bajista de la banda Lynyrd Skynyrd desde 1972 hasta su fallecimiento en 2001.
Conoció a Ronnie Van Zant en la escuela, con el que formó el grupo the Collegiates, para crear unos años después a Lynyrd Skynyrd. Sus primeras influencias fueron Jack Bruce de Cream, John Paul Jones de Led Zeppelin, Jack Casady de Jefferson Airplane, Phil Lesh de The Grateful Dead y Berry Oakley de Allman Brothers.
Wilkeson fue encontrado muerto el 27 de julio de 2001 en un cuarto de hotel; tenía 49 años. Wilkeson sufría una enfermedad del hígado. Su muerte fue atribuida a causas naturales.
La banda le dedicó a su memoria la canción "Mad Hatter" del álbum de 2003 Vicious Cycle.